# Tobii
Tobii AB är ett svenskt företag som utvecklar och säljer produkter för ögonstyrning och blickmätning – så kallad eye tracking. Teknologin används till lösningar för alternativ och kompletterande kommunikation (AKK) och som ett verktyg inom forskning och vid kommersiella studier. Företaget har sitt huvudkontor i Danderyd utanför Stockholm, samt dotterbolag i Japan, Kina, Norge, Tyskland och USA.

## Historia
Företaget grundades 2001 av John Elvesjö, Mårten Skogö och Henrik Eskilsson. De tre grundarna är samtliga verksamma i företaget: Henrik Eskilsson som verkställande direktör (VD), John Elvesjö som vice VD och teknikchef och Mårten Skogö som forskningschef. Företaget fick under våren 2007 in riskkapital på 100 miljoner kronor från Investor Growth Capital. I december samma år köpte Tobii upp ATI, ett amerikanskt bolag som tillverkar kommunikationshjälpmedel för handikappade. I maj 2009 gick Investor, Amadeus Capital Partners och Northzone Ventures in med ytterligare 170 miljoner kronor. I början av 2012 gick Intel Capital in med dryga 140 miljoner kronor. År 2008 vann Tobii Stora Designpriset för sina ögonstyrda bildskärmar. År 2010 vann Tobii SIME Grand Prize för bästa innovativa teknologikoncept. År 2011 vann Tobii Glasses Red dot design award, en internationell produktdesigntävling. Samma år vann Tobii tillväxtpriset The Bully Award. År 2012 fick Tobii pris för bästa prototyp på konsumentelektronikmässan Consumer Electronics Show (CES) 2012 samt blev utsedd vinnare av Laptop Magazine för bästa nya teknologi.

## Marknad
Individer med kommunikativa funktionshinder använder sig av Tobiis tekniska enheter och språkverktyg för att kommunicera. Tobii har även produkter som används brett vid forskning inom den akademiska världen och för att göra användbarhetsstudier och marknadsundersökningar på kommersiella produkter. Tobii arbetar idag även inom andra användningsområden såsom exempelvis spel- och underhållningsbranschen. I november 2011 visades världens första ögonstyrda arkadspel upp på spelhallen Dave & Buster’s i New York. På konsumentelektronikmässan CES i januari 2012 visades ”Tobii Gaze” upp på en Windows 8-dator, ett gränssnitt som gör det möjligt att peka och interagera med blicken på en vanlig dator.

## Produkter
- AKK-lösningar inom alternativ och kompletterande kommunikation
- Lösningar för forskning, användbarhetstestning och marknadsundersökningar
- OEM-lösningar för ett flertal Original Equipment Manufacturers
- Software Development Kit (SDK) för kundanpassad mjukvaruutveckling